# Sapois (Jura)
Sapois ist eine französische Gemeinde im Département Jura in der Region Bourgogne-Franche-Comté.

## Geographie
Sapois liegt auf 623 m, etwa drei Kilometer östlich der Stadt Champagnole (Luftlinie). Das Dorf erstreckt sich im Jura, in einer Rodungsinsel des Bois de Sapois, an einem leicht nach Westen geneigten Hang über dem Tal der Loudaine gegenüber dem Mont Rivel, östlich der Ebene von Champagnole.
Die Fläche des 3,56 km² großen Gemeindegebiets umfasst einen Abschnitt des französischen Juras. Die nördliche Grenze verläuft entlang der Loudaine, einem Bach, der eingetieft in ein Erosionstal nach Westen fließt und sein Wasser dem Ain zuführt. Vom Bachlauf erstreckt sich das Gemeindeareal südwärts über den Hang von Sapois bis in die ausgedehnte Waldung des Bois de Sapois (736 m). Diese Höhe wird im Osten von der Talsenke eines Seitenbachs der Loudaine begrenzt. Ein kleiner Anteil des Gemeindebodens liegt östlich dieser Senke, wobei am Hang der Höhe von Lent mit 750 m die höchste Erhebung von Sapois erreicht wird.
Nachbargemeinden von Sapois sind Équevillon im Norden, Lent im Osten, Bourg-de-Sirod im Süden sowie Champagnole im Westen.

## Geschichte
Das Gemeindegebiet von Sapois war bereits während der gallorömischen Zeit besiedelt. Im Mittelalter gehörte das Dorf zur Herrschaft von Château-Vilain. Zusammen mit der Franche-Comté gelangte es mit dem Frieden von Nimwegen 1678 an Frankreich.

## Bevölkerung
| Jahr                       | 1962 | 1968 | 1975 | 1982 | 1990 | 1999 | 2004 | 2018 |
| -------------------------- | ---- | ---- | ---- | ---- | ---- | ---- | ---- | ---- |
| Einwohner                  | 173  | 213  | 241  | 272  | 310  | 287  | 312  | 379  |
| Quellen: Cassini und INSEE |      |      |      |      |      |      |      |      |

Mit 400 Einwohnern (Stand 1. Januar 2022) gehört Sapois zu den kleinen Gemeinden des Départements Jura. Nachdem die Einwohnerzahl in der ersten Hälfte des 20. Jahrhunderts stets im Bereich von rund 130 Personen gelegen hatte, wurde seit Beginn der 1960er Jahre eine deutliche Bevölkerungszunahme verzeichnet.

## Wirtschaft und Infrastruktur
Sapois war bis weit ins 20. Jahrhundert hinein ein vorwiegend durch die Landwirtschaft und die Forstwirtschaft geprägtes Dorf. Daneben gibt es heute einige Betriebe des lokalen Kleingewerbes. Mittlerweile hat sich das Dorf zu einer Wohngemeinde gewandelt. Viele Erwerbstätige sind Wegpendler, die in den größeren Ortschaften der Umgebung, hauptsächlich in Champagnole ihrer Arbeit nachgehen.
Die Ortschaft liegt abseits der größeren Durchgangsstraßen an einer Departementsstraße, die von Champagnole nach Sirod führt.